# هالة الزغندي
هالة الزغندي (10 يناير 1988 -) هي كاتبة سيناريو مصرية.

## حياتها ونشأتها
تخرجت هالة الزغندي من كلية الفنون التطبيقية قسم عمارة داخلية ثم درست وتخرجت من أكاديمية فنون وتكنولوجيا السينما. كتبت الحوار للمسلسل التليفزيوني لسجن النسا، من إخراج كاملة أبو ذكري. كما كتبت الحوار للمسلسل التليفزيوني موجه حارة، من  إخراج محمد ياسين في شهر رمضان 2013. كما كتبت سيناريو الفيلم القصير لقاء، من إخراج طارق أحمد عبد الوارث. كما كتبت أيضا للأطفال من خلال حلقات برنامج تيلا تولا.

## أعمالها

### واحة الغروب
تكتب هالة الزغندي سيناريو وحوار مسلسل واحة الغروب رمضان 2017 الذي تدور أحداثه عن قصة ضابط البوليس المصري (محمود عبد الظاهر) الذي يتم نقله إلى واحة سيوة؛ بعد أن اتهم بممارسته لبعض الأفكار الثورية لجمال الدين الأفغاني، فيتوجه إلى هناك مصطحبًا معه زوجته الأجنبية (كاثرين) الشغوفة بالآثار المصرية، حيث يبدآن تجربة جديدة يُمزج فيها الماضي بالحاضر، والشرق بالغرب على المستويين الإنساني والحضاري. يذكر أن واحة الغروب مآخوذ عن رواية للكاتب بهاء طاهر.

### [1]حجر جهنم
كتبت هاله الزغندي سيناريو وحوار مسلسل حجر جهنم الذي تدور أحداثه في قالب تشويقي مثير حيث ثلاث سيدات يخططن لقتل أزواجهن، ويبدأنّ في وضع الخطة وتحديد طريقة القتل، والتي يعتمدن فيها على وضع قنبلة في السيارة التي يستقلوها، لكن يحدث ما لا يُحمَد عُقباه حيث ينجو أحد الأزواج ويظل على قيد الحياة فيطاردهنّ لينتقم.

### [1]مسلسل الكابوس
كتبت هالة الزغندي قصه وسيناريو وحوار مسلسل الكابوس رمضان 2015 وهو مسلسل درامي من بطولة (غادة عبد الرازق) يصور رحلة أم في البحث عن قاتل ابنها، حيث تلاحقها الكوابيس لتروي أحداثا وقعت في ماضيها، وتربط بينها وبين الحاضر علاقة ما، فنكتشف أن ابنها كان قد كون العديد من الأعداء نتيجة استهتاره، وأنانيته، وتربية أمه الخاطئة له منذ الصغر .

### مسلسل سجن النسا
كتبت السيناريست هالة الزغندي حوار مسلسل سجن النسا رمضان 2014 الذي تدور أحداثه المستوحاة عن وقائع حقيقية حول ثلاث نساء تعرضن للعديد من المصاعب في حياتهن، وعانين من الظلم البين، مما أدى بهن إلى ارتكاب جرائم متفرقة، ومن ثم ينتهي بهن الأمر في السجن، ليبدأن مرحلة جديدة من حياتهن تختلف عما عشنه كلية، خاصة بعد اندلاع ثورة الخامس والعشرين من يناير والتي يتبدل معها وضع البلاد.